# Lithostege herbuloti
Lithostege herbuloti är en fjärilsart som beskrevs av Sperry 1954. Lithostege herbuloti ingår i släktet Lithostege och familjen mätare. Inga underarter finns listade i Catalogue of Life.